# Raficer del Cap
El raficer comú (Raphicerus melanotis) és un petit antílop difós a la Província del Cap Occidental de Sud-àfrica.
Fa uns 45 d'alçada a la creu i pesa uns 10 kg. El pèl és eriçat i de color sorrenc tirant cap a rogenc, amb taques blanques. Els mascles tenen banyes rectes que només fan uns 8 cm.
Viu a la zona arbustosa del fynbos sud-africà, on s'alimenta de fulles i flors.